# Третя холерна пандемія
Третя холерна пандемія (також ІІІ холерна пандемія 1846—1860 років, англ. third  cholera pandemic (1846–1860)) — вибухове поширення холери на значні території за межі ендемічної території Індії упродовж 1846—1860 років, деякі науковці вважають, що вона була тривалішою — 1837—1863 роки. Ця пандемію вважається найбільшою за смертністю серед епідемій та пандемій XIX століття. примітна тим, що холера вперше поширилася на усю Північну Африку і Америку. Через велику небезпеку холери в 1851 році у Парижі представники 12 країн Європи прийняли Першу міжнародну санітарну конвенцію, завданням якої була розробка заходів щодо захисту територій, в першу чергу, від цієї хвороби.

## Поширення пандемії
З Індії поширення холери до Персії було пов'язано (надалі таке відбувалося часто) з паломництвом шиїтів до священних могил Кербели і Ан-Наджафа. До Аравії холеру занесли прочани, які прямували до святинь мусульман у Мецці та Медині. У ті роки там були проблеми з водою, яку зберігали в забруднених цистернах, було вкрай недостатньо громадських вбиралень, негативно впливали скупчення людей і рої мух. Ці священні мусульманські міста аж до середини 20-х років XX ст. були додатковим розсадником холери, позаяк її, отримавши від індійських одновірців, звідси несли в рідні місця пілігрими з Північної Африки, Близького і Середнього Сходу, які здійснили хадж. Зокрема, упродовж 1831—1912 рр. в Мецці сталося 27 епідемій холери.
У 1848 році в російській армії фельдмаршала Паскевича в Галичині щодня від холери гинуло по 60-100 солдатів. У Російській імперії тоді всього захворіло за офіційними даними 1 772 439 осіб, померло 690 150. Кілька хвиль холери спостерігали аж до 1851 року.

Опис хворих, який зробив того часу військовий лікар О. О. Генріці:
|  | «Обличчя у всіх їх змарніле, погляд байдужий, застиглий, неохоче фіксує предмети; очі дещо запалі, з розширеними зіницями, але без синіх кіл, вилиці порівняно підкреслені, ніс загострений, його крила опалі, нерухомі. Ніс на дотик холодний; губи зі слабким, синюватим відтінком, бліді. Язик тонкий, досить широкий, плоский, висуваючися просувається по самому дну рота, причому корінь і середина його не утворюють, як звичайно, при висовуванні опуклості, або хребта, а западають, весь язик при цьому являє слабку, ложкоподібну виїмку; язик синюватий, особливо на кінці, на дотик холодний до середини, тремтячий, чистий і не сухий. Хворі при вимозі моєму плюнути на підлогу не знаходять для цього достатньо слини в роті: кисть руки холодна, злегка синювата, як і ноги; пульс повзучий, довгий, рідкісний, досить малий і м'який. Жага невелика, але великий позив на холодне питво; апетиту по-справжньому не мають, але відрази від їжі немає» |

Ось що писав тоді О. І. Герцен: 
|  | «Я був під час жорстокої холери 1849 Парижі. Хвороба лютувала страшно. Червневі спеки їй допомагали, бідні люди мерли як мухи; міщани втекли з Парижа, інші сиділи під замком. Уряд... не думав застосовувати діяльних заходів. Бідні працівники залишалися покинутими напризволяще, в лікарнях не було достатньо ліжок, у поліції не було достатньо трун, і в будинках, битком набитих різними сім'ями, тіла залишалися дня по два у внутрішніх кімнатах» |

Третя пандемія в 1847 році досягла берегів Чорного й Азовського морів, охопила спочатку Одесу, а потім всю Україну і Польщу. У 1847 році холера проникла до Києва, де забрала багато життів. У цей час питанням холери займався український лікар-патолог Іван Миколайович Рейпольський. У 1853—1855 рр. холера особливо лютувала в Криму під час Кримської війни; французька армія втратила 11 200 осіб, а перехворіло на холеру понад 20 000 осіб; британці втратили 4 500, а перехворіло 7 600.
У Великій Британії недуга забрала тільки в Лондоні близько 20 тисяч життів у 1850 році. У 1851 році в Парижі представники 12 країн прийняли Першу міжнародну санітарну конвенцію, завданням якої було розроблення заходів щодо захисту територій від холери. Згодом було розроблено заходи й проти інших тяжких епідемічних інфекційних хвороб.
У 1853—1854 рр. холера знову у Британії — у Лондоні від неї загинуло понад 10 тисяч містян, по всій країні — понад 23 тисячі жителів. Підтверджено, що італійський науковець Філіппо Пачіні в 1854 р. вперше виявив й описав збудника холери. Зараження джерела водопостачання було зазвичай причиною найбільш бурхливих і масових спалахів холери. Класичним прикладом цього вважають спалах холери, описаний англійським лікарем Джоном Сноу в домівках навколо лондонської вулиці Брод-стріт (район Сохо) у 1854 році. З 31 серпня протягом 10 днів на ділянці радіусом 500 метрів від холери померло понад 500 чоловік. Сноу на підставі аналізу розподілу випадків на мапі району запідозрив, що захворювання містян пов'язані з вживанням води з одного джерела питної води. У результаті було встановлено, що у викладений цеглою насос для громадського водопостачання (звичний нам вуличний водорозбір або водорозбірна колонка) просочувалася рідина з вигрібної ями того будинку, де до початку спалаху одна дитина хворіла на холеру. На пивоварному заводі, розташованому на тій же вулиці, не захворів ніхто. Робочі пили замість води пиво, а також на його території був свій колодязь. А от власниці фабрики пістонів на Брод-стріт так подобалася вода з зараженої колонки, що їй щодня спеціально привозили бутель в інший район Лондона. Ця жінка разом із племінницею теж захворіли на холеру. Саме Д. Сноу вважають першим науковцем, що розшифрував особливості передавання холери.

Того часу видатний лікар Микола Іванович Пирогов видав засновану на аналізі тисяч розтинів фундаментальну працю: «Патологічна анатомія азійської холери. Зі спостережень над епідемією, що панувала в Росії в 1848 році». Витяг звідти: 
|  | Померлі схожі на атлетів. Їх заклякла мускулатура різко окреслена, рельєфна. Руки, міцно стиснуті в кулаки, трохи зігнуті в колінах ноги, напружені, як перед вирішальною сутичкою, тіла ... загалом, цю позу треба б назвати гладіаторською... |

Пирогов крім того брав участь і в ліквідації хвороби в Дерпті, там у нього на руках, прохворівши всього 6 годин, помер його товариш професор Шрамко.
У 1863 році новий карантинний закон штату Нью-Йорк ввів у порту посаду медичного офіцера, який міг за однією лише підозрою затримати будь-яке судно, дати команду на знищення його вантажу, очищення і обкурювання всіх приміщень.

## Цікавий факт
У ті роки відмічено, що існує досить дивний збіг: варто з'явитися на сцені новій опері Джакомо Меєрбера, як у Франції починається епідемія холери. Після виходу «Роберта-диявола» з'явилася холера в 1832 році, після «Пророка» — в 1849 році, і, нарешті, в 1854 році — після «Зірки Півночі». Фейлетоністи того часу писали, що в цьому немає нічого незвичайного: «Лише починає звучати музика Мейербера, це завжди віщує народне лихо. Мейербер — не музикант, а диявол, переодягнений в музиканта, закинутий до Франції з пекла».